# Cernay-lès-Reims
Cernay-lès-Reims is een gemeente in het Franse departement Marne (regio Grand Est). De plaats maakt deel uit van het arrondissement Reims. Cernay-lès-Reims telde op 1 januari 2022 1.566 inwoners.

## Geografie
De oppervlakte van Cernay-lès-Reims bedroeg op 1 januari 2022 16,49 vierkante kilometer; de bevolkingsdichtheid was toen 95 inwoners per km².

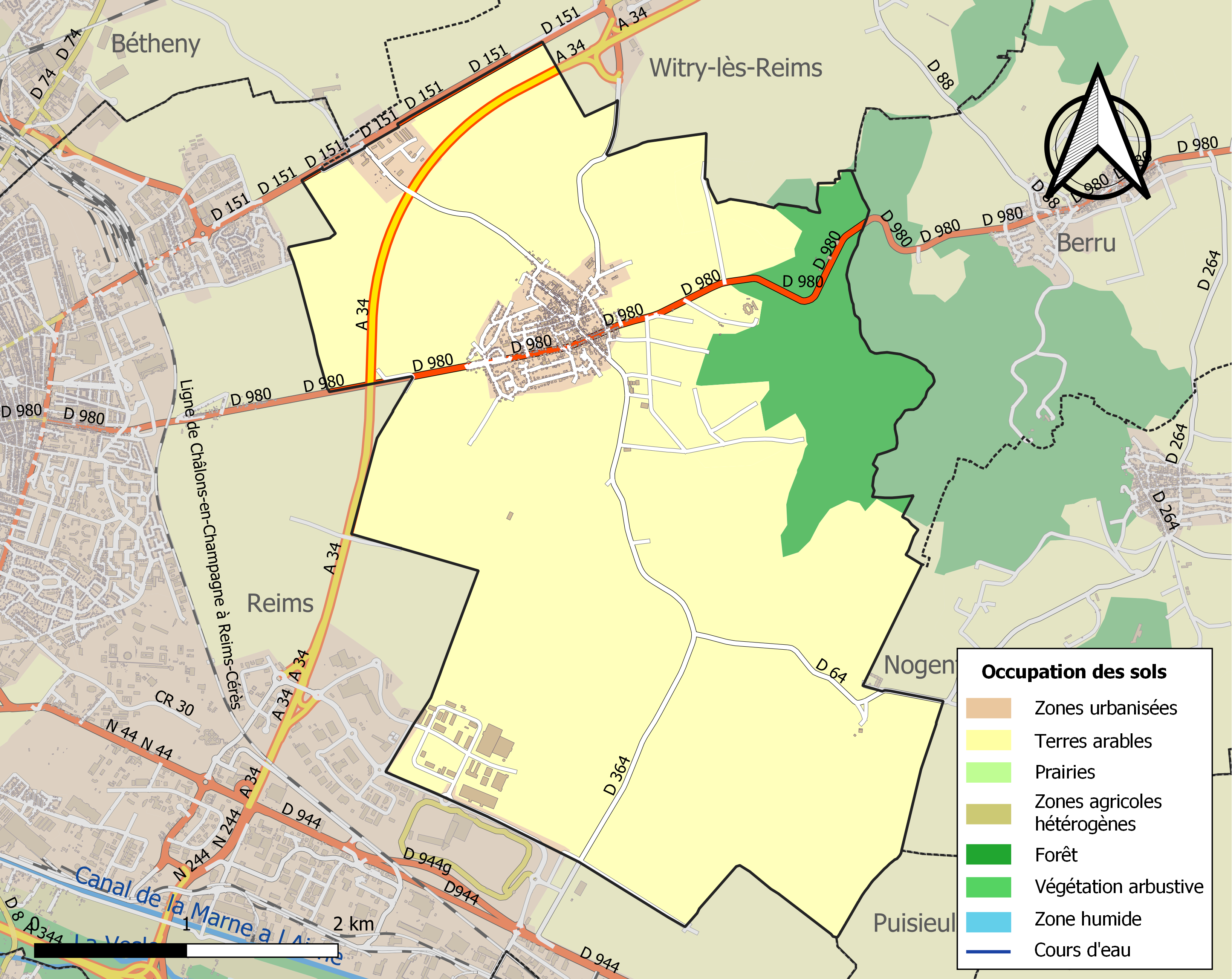
Kaart van de gemeente met de belangrijkste infrastructuur, bodemgebruik en omliggende gemeenten

## Demografie
Onderstaande figuur toont het verloop van het inwonertal (bron: INSEE-tellingen).